# Mystus bleekeri
Mystus bleekeri és una espècie de peix de la família dels bàgrids i de l'ordre dels siluriformes.

## Morfologia
Els mascles poden assolir els 15,5 cm de longitud total.

## Distribució geogràfica
Es troba al Pakistan, l'Índia, Bangladesh, el Nepal, Myanmar, Bhutan i Indonèsia.